# Black Aria
Black Aria es un álbum instrumental, compuesto por Glenn Danzig, líder de la agrupación Danzig y previamente de Samhain y Misfits. Lanzado en 1992, el disco debutó en el Nro. 1 de la lista Billboard de música clásica. El disco fue relanzado en el 2000, y una secuela del mismo fue lanzada en el 2006 titulada Black Aria II. El sonido del álbum es sumamente oscuro, con tendencias de metal gótico, aunque el mismo Danzig en la carátula posterior del disco especifica que no se trata de un álbum de rock. Todas las canciones fueron escritas por Glenn Danzig, que incluso se encargó de tocar todos los instrumentos.

## Lista de canciones
1. "Overture of the Rebel Angels" – 2:42
2. "Conspiracy Dirge" – 1:59
3. "Battle for Heaven" – 3:54
4. "Retreat and Descent" – 3:53
5. "Dirge of Defeat" – 1:48
6. "And the Angels Weep" – 1:18
7. "Shifter" – 1:33
8. "The Morrigu" – 4:25
9. "Cwn Anwnn" – 2:13

Todas las canciones fueron escritas por Glenn Danzig.

## Créditos
- Glenn Danzig - Todos los instrumentos
- Janna Brown - Voz femenina
- Reneé Rubach - Voz femenina

## Producción
- Nick Didia - Ingeniero (Canciones 1-7)
- Martin Schmelze - Ingeniero (Canciones 1-7)
- Bob Alecca - Ingeniero (Canciones 8-9)